# Rongai
Rongai ist eine Stadt mit etwa 25.000 Einwohnern im Nakuru County in Kenia.

## Verkehr
Rongai liegt etwa 30 km westlich der Countyhauptstadt Nakuru an der A 104 und ist Haltepunkt der Uganda-Bahn. Die Nebenstrecke der Uganda-Bahn nach Solai wurde mittlerweile wieder stillgelegt, die Gleise sind aber noch vorhanden.

## Infrastruktur
Neben mehreren Schulen verfügt Rongai über ein landwirtschaftlich ausgerichtetes College und ein Gesundheitszentrum.

## Sehenswürdigkeiten
Das Bahnhofsgebäude aus der Kolonialzeit ist gut erhalten und beherbergt die nach wie vor funktionstüchtige Signalschaltung.

## Sonstiges
Der auf dem autobiografischen Roman von Stefanie Zweig beruhende Film Nirgendwo in Afrika von Caroline Link wurde teilweise an den Originalschauplätzen in Rongai gedreht.